# Tess Westerová
Tess Westerová (* 19. května 1993 Heerhugowaard) je nizozemská házenkářská brankářka. Má přezdívku „Pitbull“.
Začínala v klubu VOC Amsterdam, pak hrála v Německu za VfL Oldenburg a SG BBM Bietigheim, s nímž získala v roce 2017 německý titul. Od roku 2018 je hráčkou dánského klubu Odense Håndbold.
Na mistrovství Evropy v házené žen do 19 let získala v roce 2011 stříbrnou medaili. Od roku 2012 hraje za seniorskou reprezentaci. Na mistrovství světa v házené žen byla druhá v roce 2015, třetí v roce 2017 a zvítězila v roce 2019. V letech 2015 a 2019 byla vyhlášena nejlepší brankářkou šampionátu. Na mistrovství Evropy v házené žen byla druhá v roce 2016 a třetí v roce 2018. Na olympiádě obsadila v roce 2016 čtvrté místo.
Jejím snoubencem je Mart Lieder, nizozemský fotbalista působící v dánském klubu SønderjyskE Fodbold.